# 青木直大
青木 直大（あおき なおひろ）は、日本の生物学者、農学者。東京大学大学院農学系研究科作物学研究室教授。日本作物学会賞等受賞

## 人物・経歴
東京都練馬区生まれ。1987年東京都立大泉高等学校卒業。1991年埼玉大学理学部生化学科卒業。1993年埼玉大学大学院理工学研究科生化学専攻修了、修士（生化学）。1996年埼玉大学大学院理工学研究科生物環境生物学専攻修了、博士（理学）。
1996年科学技術振興事業団科学技術特別研究員。1999年農林水産省農業生物資源研究所非常勤職員 、オーストラリア連邦科学産業研究機構博士研究員。2006年東京大学産学官連携研究員、東京大学特任助手。
2007年東京大学大学院農学生命科学研究科助教。2017年東京大学大学院農学生命科学研究科准教授。2022年東京大学大学院農学生命科学研究科教授。イネ科の藁の研究などを行い、日本作物学会賞、日本生物工学会生物工学論文賞などを受賞。